# DotLRN
DotLRN (oder .LRN, ausgesprochen: "dot learn") ist ein freies Learning Management System, das unter anderem an der Wirtschaftsuniversität Wien und an der Universität Mannheim (bis 2009) eingesetzt wird. Die Entwicklung wurde vom .LRN Konsortium getragen. Das MIT und die Universität Mannheim waren an der Entstehung beteiligt. 
Seit 2009 wurde .LRN als Teil des OpenACS Web Community Systems weiterentwickelt.

## Funktionsumfang
- Personalisierung (Individuelle Portalseite, Termine, Tasks, Lernstatistiken, Lernfortschritt, Notizen, Bookmarks, Dateiablage)
- Lerninhalte: E-Books/E-Scripts, Glossar, Lernfortschrittskontrolle, Interaktive Musterklausuren, Downloads
- Kursverwaltung: Syllabus, Aktuelle Ankündigungen, Terminverwaltung, FAQ
- Kommunikation: Diskussionsforen, Rundmail, Feedback zu Lehrinhalten
- Lehrunterstützung: Hausübungsverwaltung, Notenbuch, Problem-based Learning